# Cratere Revda
Revda  è un cratere sulla superficie di Marte.